# پانروسگس
پانروسگس (انگلیسی: Panrusgáz) شرکت توزیع گاز مجارستانی است، که در سال ۱۹۹۴ تأسیس شد.